# Giải vô địch bóng đá U16 châu Âu 1984
Giải vô địch bóng đá U16 châu Âu 1984 (tiếng Anh: 1984 UEFA European Under-16 Championship) là lần thứ 2 giải vô địch U16 châu Âu của UEFA được tổ chức. Tây Đức là nước chủ nhà, giải diễn ra hai ngày mùng 3 và mùng 5 tháng 5 năm 1984. Bốn đội tham gia vòng chung kết, sau khi đá vòng loại và tứ kết.
Đội tuyển U-16 Tây Đức đã lên ngôi vô địch sau khi đánh bại U-16 Liên Xô trong trận chung kết.

## Vòng loại
27 đội tuyển U-16 quốc gia đã thi đấu vòng loại để xác định bốn đội tham dự vòng chung kết.

## Các đội tham dự
- Anh (lần đầu tham dự)
- Liên Xô (lần đầu tham dự)
- Tây Đức (lần 2)
- Nam Tư (lần 2)

## Kết quả
|  | Bán kết                          | Bán kết |                               |   | Chung kết | Chung kết |
|  |                                  |         |                               |   |           |           |
|  | 3 tháng 5 năm 1984 – Heilbronn   |         |                               |   |           |           |
|  |                                  |         |                               |   |           |           |
|  | Tây Đức                          | 5       |                               |   |           |           |
|  | Tây Đức                          | 5       | 5 tháng 5 năm 1984– Böblingen |   |           |           |
|  | Nam Tư                           | 1       |                               |   |           |           |
|  | Nam Tư                           | 1       | Tây Đức                       | 2 |           |           |
|  | 3 tháng 5 năm 1984 – Ludwigsburg |         | Tây Đức                       | 2 |           |           |
|  |                                  | Liên Xô | 0                             |   |           |           |
|  | Liên Xô                          | Liên Xô | 0                             | 2 |           |           |
|  | Liên Xô                          |         |                               | 2 |           |           |
|  | Anh                              | 0       |                               |   |           |           |
|  | Anh                              | 0       | Tranh hạng ba                 |   |           |           |
|  |                                  |         |                               |   |           |           |
|  | 5 tháng 5 năm 1984 – Ulm         |         |                               |   |           |           |
|  |                                  |         |                               |   |           |           |
|  | Anh                              | 1       |                               |   |           |           |
|  | Anh                              | 1       |                               |   |           |           |
|  | Nam Tư                           | 0       |                               |   |           |           |

### Bán kết
| Tây Đức | 5–1 | Nam Tư |
| ------- | --- | ------ |
|         |     |        |

| Liên Xô | 2–0 | Anh |
| ------- | --- | --- |
|         |     |     |

### Tranh hạng ba
| Anh | 1–0 | Nam Tư |
| --- | --- | ------ |
|     |     |        |

### Chung kết
| Tây Đức         | 2–0 | Liên Xô |
| --------------- | --- | ------- |
| Simmes · Janßen |     |         |